# (36061) Haldane
(36061) Haldane  es un asteroide perteneciente al cinturón de asteroides, descubierto el 11 de septiembre de 1999 por Matteo Santangelo desde el Observatorio de Monte Agliale, en Italia.

## Designación y nombre
Haldane se designó al principio como 1999 RJ44.
Más adelante fue nombrado en honor al genetista y biólogo evolutivo británico  John Burdon Sanderson Haldane (1892-1964).

## Características orbitales
Haldane orbita a una distancia media del Sol de 3,2575 ua, pudiendo acercarse hasta 3,0528 ua y alejarse hasta 3,4622 ua. Tiene una excentricidad de 0,0628 y una inclinación orbital de 3,5115° grados. Emplea en completar una órbita alrededor del Sol 2147 días.

## Características físicas
Su magnitud absoluta es 14,1. El valor de su periodo de rotación es de 8,47 h.